# Liubomîrka, Polonne
Liubomîrka (în ucraineană Любомирка) este un sat în comuna Prîsluci din raionul Polonne, regiunea Hmelnîțkîi, Ucraina.

## Demografie
Componența lingvistică a localității Liubomîrka
     Ucraineană (98,99%)
     Rusă (1,01%)
Conform recensământului din 2001, majoritatea populației localității Liubomîrka era vorbitoare de ucraineană (98,99%), existând în minoritate și vorbitori de rusă (1,01%).